# Râul Gârbăul Dejului
Râul Gârbăul Dejului este un curs de apă, afluent al râului Someșul Mare. 